# Ложье, Поль-Огюст
Поль-Огюст-Эрнест Ложье (фр. Paul Auguste Ernest Laugier, 1812 −1872) — французский астроном.

## Биография
Сын известного химика, родился в Париже и учился в политехнической школе, причём уже на втором году пребывания в школе стал ассистентом Парижской обсерватории. В 1841 году Ложье представил сочинение о движении солнечных пятен, в котором доказал, что эти пятна имеют собственное движение независимо от вращения самого Солнца. Ложье открыл и вычислил орбиты нескольких комет, делал изыскания о наблюдении кометы Галлея китайскими астрономами в появлении её в 1378 году, помогал Араго в его изысканиях по фотометрии и магнетизму. В 1854 году Ложье был принужден оставить службу при Парижской обсерватории, но продолжал заниматься астрономией. С 1861 года он занимался вычислением для «Connaissance des Temps» и впервые ввёл в это издание карты затмений. Главное сочинение Ложье — «Sur la détermination des distances polaires des étoiles fondamentales» напечатано в XXVII томе «Mémoires de l’Academie des Sciences».